# Alexander II av Ryssland
Alexander II (ryska: Александр II Николаевич/Aleksandr II Nikolajevitj), född den 17 april (g.s.) / 29 april (n.s.) 1818 i Moskva, död den 1 mars (g.s.) / 13 mars (n.s.) 1881 i Sankt Petersburg (mördad), var Rysslands tsar, kung av Polen och storfurste av Finland från 1855.
Alexander II var son till Nikolaj I av Ryssland och Alexandra Feodorovna, som i sin tur var dotter till kung Fredrik Vilhelm III av Preussen.

## Barndom
Alexander fick sin utbildning av bland andra skalden Vasilij Zjukovskij. Under det sista årtiondet av faderns regering deltog Alexander ofta i styrelsen. Han skickades därför i åtskilliga viktiga statsangelägenheter till hoven i andra länder. Som kansler för universitetet i Helsingfors (1826–1855) skaffade sig Alexander god kännedom om finska förhållanden och var angelägen om att gå finnarnas önskningar till mötes och förlika dem med deras nya ställning.

## Krimkriget
När Alexander den 2 mars 1855 tillträdde regeringen, pågick ännu Rysslands krig mot osmanska riket och västmakterna, det så kallade Krimkriget. Hans tronbestigningsmanifest tydde inte på att han skulle göra fredliga reformer till huvuduppgiften för sin regering. Istället fortsatte nya rustningar i Ryssland. Alexander besökte själv krigsskådeplatsen och skyndade sedan att avsluta kriget. Strax efter freden, som undertecknades i Paris år 1856, tillkännagav Alexander att han som regent skulle sträva efter att upprätthålla freden samt utveckla sitt folks andliga och materiella krafter.

## Inrikespolitik
Från alla håll yrkades på reformer, och första delen av Alexanders regering utmärktes av en mängd sådana, främst livegenskapens upphävande 1861. Han införde också vidsträckt tryckfrihet, underlättade förbindelserna med utlandet och införde självförvaltning i kommuner och provinser. En ny organisation av rättsväsendet och införandet av allmän värnplikt skulle tills vidare avsluta reformarbetet, fram till att tiden var mogen för kronan att sättas på verket genom att folkombud inkallades för att delta i avgörandet av rikets allmänna ärenden.
Alexander utfärdade ett amnestidekret, varigenom deltagarna i 1825 års revolt och 1830–1831 års polska resning dels fick sin ställning mildrad, dels fick återvända ur förvisningen. Han återupplivade Finlands statsskick genom att för första gången efter erövringen sammankalla lantdagen (1863) och genom lantdagsordningen (1869) tillförsäkra ett regelbundet inflytande. Mot Polen visade han i början stor givmildhet, men rysshatet i Polen gav inte vika. Alexander lät då genom greve von Berg kväsa det 1863 utbrutna upproret samt russifiera landet.
Det så kallade gammalryska partiet, som motsatte sig reformer och Rysslands närmande till västvärlden, fick efterhand allt större inflytande på tsaren. Efter mitten av 1860-talet började Alexander att ta tillbaka eller inskränka en del av de tidigare reformerna. Självförvaltningskorporationerna (zemstvos) blev nu underkastade sträng uppsikt av guvernörerna, politiska brott undandrogs åter de vanliga domstolarna för att överlämnas åt specialkommissioner. Politiskt misstänkta blev på en enkel befallning av tsaren deporterade till Sibirien, tryckfriheten inskränktes, och undervisningen vid alla läroanstalter underkastades sträng uppsikt. De reformvänliga elementen drogs in i radikalism och nihilism och attentaten mot höga statsfunktionärer ökade. Ju häftigare och våldsammare former oppositionen tog, desto hårdare blev förföljelsen av dem som visade missnöje med det rådande systemet, och de politiska processerna och deportationerna till Sibirien tilltog kraftigt. Vid 1860-talets slut hade tsaren gett upp sina planer på folkets politiska uppfostran, och gammalryskhet, autokrati och ortodoxi rådde återigen i hela landet.

## Utrikespolitik
Medan Alexander utvidgade sitt rike genom erövringar i Asien, valde han länge neutralitet under de europeiska konflikterna som började gro. Han dolde visserligen inte sina vänskapliga känslor för Preussen i kriget med Österrike (1866) och Frankrike (1870–1871). Alexander gjorde också personliga besök i Paris 1867, då det var kraftiga motdemonstrationer och blev utsatt för ett mordförsök av polacken Antoni Berezowski. 1873 besökte Alexander även London för att lugna England sedan han förlovat sin dotter Maria med hertigen av Edinburgh, Alfred av Sachsen-Coburg-Gotha.
Från och med 1872 inträdde ett hjärtligare förhållande till Österrike med konferenser, det så kallade trekejsarförbundet, mellan Alexander samt kejsarna Vilhelm och Frans Josef under de följande åren. Den panslavistiska rörelsen tvingade honom dock att överge neutraliteten samt till Serbiens och Montenegros hjälp angripa osmanska riket år 1877. Han delade farorna med hären under den kritiska tiden i Bulgarien, tills Plevens fall i december 1877 öppnade en rad av glänsande framgångar, som förde till freden i San Stefano.
Den betydliga minskning i fredsvillkoren som gjordes på Berlinkongressen 1878, ledd av Bismarck, minskade för en tid det intima förhållandet till Tyskland. Ändå antog den av sociala missförhållanden närda jäsning, som pågått under Alexanders hela regering, efter kriget en allt fruktansvärdare karaktär. Den 14 april 1879 förövade Aleksandr Solovjov ett revolverattentat mot Alexander framför Vinterpalatset. Den 1 december samma år försökte man med minor spränga tsarens privata tåg mellan Livadija och Moskva och den 27 februari 1880 inträffade en dynamitexplosion under tsarens matsal i Vinterpalatset. Missmodig lämnade Alexander nästan diktatorisk över makten till Michail Loris-Melikov för att återställa lugnet, något som tycktes återställt genom en rad milda åtgärder från dennes sida. Men terrororganisationen Narodnaja voljas (Folkviljan) exekutivkommitté förklarade i en proklamation Alexander dömd till döden, och fyra dagar efter det att han undertecknat ett utkast till åtgärder för införande av en friare författning mördades han, den 13 mars 1881, med explosiva bomber under en åktur på en av Petersburgs förnämsta gator.

## Familj
Alexander var sedan 1841 gift med Maria Alexandrovna (förut Maximiliana Vilhelmina Augusta Sofia Maria), född 8 augusti 1824, död 20 oktober 1880, dotter till storhertig Ludvig II av Hessen-Darmstadt.
1. Alexandra Alexandrovna av Ryssland (1842–1849)
2. Nikolaj Alexandrovitj av Ryssland (1843–1865)
3. Alexander III av Ryssland (1845–1894)
4. Vladimir Alexandrovitj av Ryssland (1847–1909) gift med Marie av Mecklenburg-Schwerin
5. Aleksej Aleksandrovitj av Ryssland (1850–1908)
6. Maria Alexandrovna av Ryssland (1853–1920), gift med Alfred, hertig av Sachsen-Coburg-Gotha
7. Sergej Alexandrovitj av Ryssland (1857–1905), gift med prinsessan Elisabet av Hessen, dotter till Ludvig IV av Hessen och prinsessan Alice av Storbritannien
8. Pavel Aleksandrovitj av Ryssland (1860–1919), gift först med Alexandra av Grekland och Danmark och sedan med Olga Valerianovna Paley; svärfar till prins Wilhelm av Sverige

Alexander ingick redan några veckor efter sin första hustrus död morganatiskt äktenskap med furstinnan Jekaterina Michailovna Dolgorukova (1847–1922), sedan den 5 december 1880 furstinnan Jurjevskaja, som förut skänkt honom tre barn.

## Anfäder
|                          |  |  |  |  |  |  |  |                       |  |  |  |  |  |  |  |                                 |  |  |  |  |  |  |  | Peter III av Ryssland                 |
|                          |  |  |  |  |  |  |  |                       |  |  |  |  |  |  |  |                                 |  |  |  |  |  |  |  |                                       |
|                          |  |  |  |  |  |  |  |                       |  |  |  |  |  |  |  | Paul I av Ryssland              |  |  |  |  |  |  |  |                                       |
|                          |  |  |  |  |  |  |  |                       |  |  |  |  |  |  |  |                                 |  |  |  |  |  |  |  |                                       |
|                          |  |  |  |  |  |  |  |                       |  |  |  |  |  |  |  |                                 |  |  |  |  |  |  |  | Katarina II av Ryssland               |
|                          |  |  |  |  |  |  |  |                       |  |  |  |  |  |  |  |                                 |  |  |  |  |  |  |  |                                       |
|                          |  |  |  |  |  |  |  | Nikolaj I av Ryssland |  |  |  |  |  |  |  |                                 |  |  |  |  |  |  |  |                                       |
|                          |  |  |  |  |  |  |  |                       |  |  |  |  |  |  |  |                                 |  |  |  |  |  |  |  |                                       |
|                          |  |  |  |  |  |  |  |                       |  |  |  |  |  |  |  |                                 |  |  |  |  |  |  |  | Fredrik II Eugen av Württemberg       |
|                          |  |  |  |  |  |  |  |                       |  |  |  |  |  |  |  |                                 |  |  |  |  |  |  |  |                                       |
|                          |  |  |  |  |  |  |  |                       |  |  |  |  |  |  |  | Maria Fjodorovna                |  |  |  |  |  |  |  |                                       |
|                          |  |  |  |  |  |  |  |                       |  |  |  |  |  |  |  |                                 |  |  |  |  |  |  |  |                                       |
|                          |  |  |  |  |  |  |  |                       |  |  |  |  |  |  |  |                                 |  |  |  |  |  |  |  | Sofia Dorothea av Brandenburg-Schwedt |
|                          |  |  |  |  |  |  |  |                       |  |  |  |  |  |  |  |                                 |  |  |  |  |  |  |  |                                       |
| Alexander II av Ryssland |  |  |  |  |  |  |  |                       |  |  |  |  |  |  |  |                                 |  |  |  |  |  |  |  |                                       |
|                          |  |  |  |  |  |  |  |                       |  |  |  |  |  |  |  |                                 |  |  |  |  |  |  |  | Fredrik Vilhelm II av Preussen        |
|                          |  |  |  |  |  |  |  |                       |  |  |  |  |  |  |  |                                 |  |  |  |  |  |  |  |                                       |
|                          |  |  |  |  |  |  |  |                       |  |  |  |  |  |  |  | Fredrik Vilhelm III av Preussen |  |  |  |  |  |  |  |                                       |
|                          |  |  |  |  |  |  |  |                       |  |  |  |  |  |  |  |                                 |  |  |  |  |  |  |  |                                       |
|                          |  |  |  |  |  |  |  |                       |  |  |  |  |  |  |  |                                 |  |  |  |  |  |  |  | Fredrika Louise av Hessen-Darmstadt   |
|                          |  |  |  |  |  |  |  |                       |  |  |  |  |  |  |  |                                 |  |  |  |  |  |  |  |                                       |
|                          |  |  |  |  |  |  |  | Alexandra Feodorovna  |  |  |  |  |  |  |  |                                 |  |  |  |  |  |  |  |                                       |
|                          |  |  |  |  |  |  |  |                       |  |  |  |  |  |  |  |                                 |  |  |  |  |  |  |  |                                       |
|                          |  |  |  |  |  |  |  |                       |  |  |  |  |  |  |  |                                 |  |  |  |  |  |  |  | Karl II av Mecklenburg-Strelitz       |
|                          |  |  |  |  |  |  |  |                       |  |  |  |  |  |  |  |                                 |  |  |  |  |  |  |  |                                       |
|                          |  |  |  |  |  |  |  |                       |  |  |  |  |  |  |  | Louise av Mecklenburg-Strelitz  |  |  |  |  |  |  |  |                                       |
|                          |  |  |  |  |  |  |  |                       |  |  |  |  |  |  |  |                                 |  |  |  |  |  |  |  |                                       |
|                          |  |  |  |  |  |  |  |                       |  |  |  |  |  |  |  |                                 |  |  |  |  |  |  |  | Friederike av Hessen-Darmstadt        |
|                          |  |  |  |  |  |  |  |                       |  |  |  |  |  |  |  |                                 |  |  |  |  |  |  |  |                                       |